# Tornaszentandrás
Tornaszentandrás là một thị trấn thuộc hạt Borsod-Abaúj-Zemplén, Hungary. Thị trấn này có diện tích 15,65 km², dân số năm 2010 là 208 người, mật độ 13 người/km².